# Несвижский 4-й гренадерский полк
4-й гренадерский Несвижский генерал-фельдмаршала князя Барклая-де-Толли полк — пехотная воинская часть Русской императорской армии.
- Старшинство — 17 мая 1797 г.
- Полковой праздник — 29 июня.
- Штаб-квартира — Москва.

## История
- 29 ноября 1796 — сформирован из 4-го батальона Финляндского егерского корпуса как 2-й егерский батальон.
- 17 мая 1797 — 2-й егерский полк.
- 31 октября 1798 — Егерский генерал-майора Михельсона 2-го полк.
- 7 марта 1800 — в состав полка вошёл егерский генерал-майора Сутгофа полк (бывший 1-й Егерский полк, сформированный из 1-го батальона Финляндского егерского корпуса).
- 10 августа 1800 — Егерский полковника Штедера полк.
- 4 сентября 1800 — Егерский генерал-майора Михельсона 2-го полк.
- 29 марта 1801 — 1-й егерский полк.
- 1806 — определён во 2-ю пехотную дивизию.
- 1808—1809 — участвовал в русско-шведской войне.
- Марта 1811 — 2-я пехотная дивизия переименована в 11-ю пехотную дивизию.
- 1812 — участвовал в Отечественной войне. Оба действующих батальона полка состояли в 1-й Западной армии, 4-м корпусе генерал-лейтенанта А. И. Остерман-Толстого, в 11-й пехотной дивизии. Сражался под Тарутиным, гнал неприятеля до Вязьмы, освобождал Дорогобуж, одержал победу у Соловьёвой горы.
- Во время Бородинского сражения отличился в контратаке против дивизии Дельзона. Командир полка М. И. Карпенко был сильно контужен. За проявленное геройство произведён в генерал-майоры.

В шесть часов утра замечено движение в неприятельских войсках против правого нашего крыла, и вскоре началась атака на село Бородино. Впереди его гвардейского егерского полка баталион, содержавший передовые посты, опрокинут, и менее, нежели в полчаса, весь полк в замешательстве отброшен до моста чрез речку Колочу, и по левому её берегу рассыпали стрелки его во множестве. Стоявший против моста 1-й егерский полк стремительно бросился вперед, обратил неприятеля и пропустил гвардейских егерей, которые тотчас отосланы в свою дивизию. Опасно было положение 1-го егерского полка, отдаленного от прочих войск, почему приказано командиру оного, не занимая села Бородина, отойти за речку и сжечь мост— Записки генерала Ермолова, начальника Главного штаба 1-й Западной армии, в Отечественную войну 1812 года.

Часть корпуса французов прорвалась через реку Колочу, захватив мост, овладела переправой. И тогда в атаку с развернутыми знаменами ринулся 1-й егерский полк. Возглавлял наступление батальон Петрова. В штыковом ударе была истреблена вся неприятельская колонна. Егерский полк ворвался в село Бородино. Прискакавший на линию огня Ермолов, отдал приказ — «не увлекаться», не заходить в лавину неприятельскую, как в ловушку, а уничтожить мост и закрепиться — Воронежцы на Бородинском поле.
- 1813—1814 — участвовал в заграничных походах.
- 3 апреля 1814 — 1-й гренадерский егерский полк.
- Март 1814 — вступил в Париж.
- 30 август 1815 — 1-й карабинерный полк.
- 1831 — Польский поход.
- 6 октября 1831 — присоединён 1-й батальон расформированного за участие в Польском бунте Несвижского карабинерного полка (учреждённого в 1817 г. как карабинерный полк Отдельного Литовского корпуса).
- 28 января 1833 — присоединена половина Карабинерного генерал-фельдмаршала князя Барклая-де-Толли полка (сформированного в 1797 г.) и назван Карабинерным генерал-фельдмаршала князя Барклая-де-Толли полком.
- 17 апреля 1856 — Гренадерский генерал-фельдмаршала князя Барклая де Толли полк.
- 19 марта 1857 — Несвижский гренадерский генерал-фельдмаршала князя Барклая де Толли полк.
- 25 марта 1864 — назван 4-м гренадерским Несвижским генерал-фельдмаршала князя Барклай-де-Толли полком.
- 1877—1878 — Русско-турецкая война.
- 18 июля 1914 — выделил 1 батальон для сформирования 212-го пехотного Романовского полка.
- 1914—1918 — участвовал в Первой мировой войне. Участвовал в Барановичской операции 1916 г.[1]
- 12 марта 1918 — приказом № 41 по Гренадерскому корпусу все части корпуса были расформированы.

## Знаки отличия
1. Полковой знамя Георгиевское с надписями: «За взятие приступом Варшавы 25 и 26 Августа 1831 г., за 20 Сентября и взятие Карса 6 Ноября 1877 г.» и «1797-1897», с Александровской юбилейной лентой. Высочайшие грамоты от 20.10.1832 г., 26.11.1878 г., 17.05.1897 г.
2. Две Георгиевские трубы с надписью: «За отличие в течение кампании 1807 г. против Французов», пожалованные 1-му егерскому полку 1.04.1808 г.
3. Две Георгиевские трубы с надписью: «За отличие в течение кампании 1807 г. против Французов», пожалованные 3-му егерскому полку 1.04.1808 г.
4. Две Георгиевские трубы с надписью: «За взятие Карса 6 Ноября 1877 г.», пожалованные полку 13.10.1878 г. Высочайшая грамота от 26.11.1878 г.
5. Поход за военное отличие, пожалованный 3-му егерскому полку, за отличие в войну со Швецией 1808-09 гг. — во всех 4-х батальонах.
6. Знаки на головные уборы с надписью: «За Варшаву 25 и 26 Августа 1831 г.», пожалованные 6.12.1831 г. карабинерному князя Барклая-де-Толли полку — во всех 4-х батальонах (1-й егерский полк имел знаки с надписью: «За отличие», пожалованные 13.04.1813 г. за войну 1812 г., при переформировании полка в 1833 г. повелено иметь всем батальона одинаковые знаки за Варшаву).

Высочайшим приказом 14 февраля 1911 года на знаки отличия присвоена новая надпись во всех 4-х батальонах: «За отличие в 1812 году и за Варшаву 25 и 26 Августа 1831 года»

## Нагрудный знак
Утверждён 15 мая 1912 года.
Крест по форме Георгиевского, с ободком. На концах его вензеля Императоров Павла I, Николая II и юбилейные даты: «1797-1897». В центре оксидированная граната с буквой «Н» (отличительная буква Несвижского полка). Гранату обрамляет венок, перевитый Георгиевской лентой. Крест предположительно чёрной эмали (скорее всего зелёной эмали). Знак золотой (либо серебряный с позолотой).

## Командиры полка
Список шефов и командиров 1-го карабинерного полка и его предшественников см. в статье 1-й егерский полк.
- 14.02.1833[2] — 07.06.1841 — полковник (с 06.12.1840 генерал-майор) Самарин, Василий Максимович
- 06.07.1841 — 25.10.1842 — полковник Майборода, Аркадий Иванович
- 25.10.1842 — 09.12.1842 — полковник Столповский, Александр Петрович
- 09.12.1842 — 26.03.1848 — полковник (с 06.12.1847 генерал-майор) барон Корф, Павел Иванович
- 26.03.1848 — 19.04.1853 — полковник (с 06.12.1851 генерал-майор) Мясоедов, Николай Иванович
- 19.04.1853 — 26.01.1855 — флигель-адъютант полковник Кушелев, Сергей Егорович
- 26.01.1855 — 23.11.1855 — полковник фон Пост, Карл Иванович
- 23.11.1855 — 09.11.1859 — полковник Ден, Андрей Ефимович
- 09.11.1859 — 01.03.1862 — полковник Никитин, Александр Павлович
- 01.03.1862 — 23.03.1866 — полковник Казимирский, Станислав Осипович
- 23.03.1866 — 30.08.1867 — флигель-адъютант полковник Янковский, Людвиг Антонович
- хх.хх.1867 — 26.11.1873[3] — полковник Мердер, Павел Карлович
- 26.11.1873 — 01.11.1876 — полковник Бискупский, Константин Ксаверьевич
- 02.11.1876 — 28.03.1879 — флигель-адъютант полковник Цеймерн, Николай Максимович
- 28.03.1879 — 23.09.1879 — полковник Чайковский, Митрофан Петрович
- 27.09.1879 — 30.08.1880 — полковник Анчутин, Пётр Николаевич
- 30.08.1880 — 18.12.1888 — полковник Кислинский, Орест Михайлович
- 18.12.1888 — 09.12.1890 — полковник Пенский, Владимир Васильевич
- 14.01.1891 — 24.10.1899 — полковник Левенталь, Иван Фёдорович
- 31.10.1899 — 20.09.1901 — полковник Перекрестов, Андрей Александрович
- 08.10.1901 — 22.02.1904 — полковник Горбатовский, Владимир Николаевич
- 15.03.1904 — 18.05.1907 — полковник (с 25.12.1906 генерал-майор) Погорелов, Пётр Иванович
- 28.05.1907 — 10.11.1911 — полковник фон Колен, Константин Константинович
- 10.11.1911 — 09.08.1914[4] — полковник Герцык, Николай Антонович
- 15.08.1914 — 25.04.1915 — полковник Тяжельников, Михаил Иванович
- 25.04.1915 — 31.03.1917 — полковник Гондель, Владимир Карлович
- 10.04.1917 — хх.хх.хххх — полковник князь Шервашидзе, Михаил Леванович

## Известные люди, служившие в полку
- В годы Первой мировой войны в полку проходил службу и командовал ротой поручик Михаил Фёдорович Лукин, будущий Герой России (посмертно, за подвиги в ходе Великой Отечественной войны).
- Дубровский, Василий Иванович — генерал-майор.
- Полешко, Степан Григорьевич — генерал-лейтенант, начальник 2-й гренадерской дивизии, участник Отечественной войны 1812 года.
- Егоров, Александр Ильич — в 1901 году был зачислен вольноопределяющимся[5].
- Опякин, Павел Прокофьевич — в 1917 году воевал под Барановичами в составе штурмового батальона полка.

## Дислокация полка
- г. Москва, Хамовнический плац, Хамовнические казармы.